# Província de Kunduz
La província de Kunduz (paixtu/persa: كندز) és una divisió administrativa de l'Afganistan amb capital a la ciutat de Kunduz. Té una superfície de 8.040 km² i una població de 820.000 habitants; el 1969 la població era de 415.000 habitants. Està regada pel riu Kunduz. La població és de majoria tadjik, seguits dels paixtus, amb minories uzbeks, hazares, turkmens i altres.

## Districtes

Districtes de la província de Kunduz

| Districte   | Població | Composició ètnica                                            |
| ----------- | -------- | ------------------------------------------------------------ |
| Ali Abad    | 45 851   | 47% Paixtus, 45% Tadjiks, 20% Hazares, 18% Uzbeks            |
| Archi       | 99 000   | 40% Paixtus, 35% Uzbeks, 15% Tadjiks, 10% Turkmens           |
| Chahar Dara | 69 251   | 55% Paixtus, 25% Tadjiks, 12% Uzbeks, 8% Turkmens            |
| Imam Sahib  | 250 000  | 45% Uzbeks, 25% Paixtus, 25% Tadjiks, 5% Turkmens            |
| Khan Abad   | 110 000  | 40% Paixtus, 25% Tadjiks, 20% Hazares, 10% Uzbeks, 5% Pashai |
| Kunduz      | 259 497  |                                                              |
| Qalay-i-Zal | 120 000  | 90% Turkmens, 10% Paixtus                                    |

## Història
A la província de Kunduz estava l'antiga ciutat de Drapsaka que fou un gran centre de coneixement budista i molt prospera durant el segle iii. El nom de Kunduz no apareix esmentat durant tota l'edat mitjana en les obres dels geògrafs musulmans i el que avui dia és la província era part de la província de Tukharistan. Hi governaven els heftalites fins a la conquesta àrab (lluites del segle VII i començament del VIII). Després del califat va ser governada pels samànides, gaznèvides, gúrides i xas de Coràsmia.
El 1221 va passar als mongols sent part de l'ulus de Txagatai. No és clar que hagués estat en mans dels Kart d'Herat al segle xv.
Apareix amb el seu nom en temps dels timúrides sent part dels dominis de Tamerlà. Fou important en les campanyes de Hussayn Bayqara (Husayn Mirza) especialment en la de 1495-1496, perquè fins aquesta data fou governada pel príncep timúrida rival Mahmud Mirza ibn Abi Said (mort el 1495) amb seu a la ciutat de Kunduz. El 1506 va caure en mans dels uzbeks, i el 1510 dels safàvides que van derrotar els uzbeks a la batalla decisiva de Merw (2 de desembre de 1510). Va passar a Baber aliat dels perses, el 1511, i aquest que la va fer servir de base (fins a 1514) per les seves expedicions al nord de l'Oxus, a Hisor i Wakhsh, que no van tenir èxit especialment després de la derrota i retirada persa del 1512. Baber la va agregar al principat timúrida del Badakhxan; uzbeks i safàvides van reprendre la guerra el 1520 (fins a 1524) però els timúrides van conservar el territori com a vassalls de Baber i des de 1526 de l'Imperi Mogol. A la primavera del 1546 Humayun, que havia estat expulsat del tron imperial, va anar al Badakhxan, i va guanyar la batalla de Kunduz; el Badakhxan es va sotmetre i Humayun va cedir el govern de tota la regió al seu germà Mirza Hindal amb autoritat sobre Badakhxan. El 1584 el Badakhxan fou conquerit pels uzbeks dirigits per Abd Al·là Khan; els uzbeks van fundar diversos petits kanats entre els quals el de Badakhshan que inicialment va incloure Kunduz, el de Balkh i el de Khulm. El 1645 els mogols es van apoderar altre cop de Balkh i del Badakhxan (amb Kunduz), però a la tardor del 1649 en foren definitivament expulsats pels uzbeks. Una dinastia uzbeka es va establir al Badakhxan, iniciada per Yar Beg, que va fundar la ciutat de Fayzadab (Faydhabad) i els seus representants pretenien al segle xix ser descendents d'Alexandre el Gran; el príncep duia el títol de Mir, equivalent al d'emir. Un delegat seu es va establir a Kunduz. El primer kan independent de Kunduz fou Mahmud Biy que va deixar de dependre del mir de Badakhxan el 1698.
El kan de Kunduz es va sotmetre el 1751 a Ahmad Shah Durrani, però la submissió no va durar molt de temps i Mizrab Biy vers el 1767 es va revoltar i vers 1768 tornava a ser independent. A l'inici del segle xix Mountstuart Elphinstone va estar a la ciutat on governava un kan uzbek totalment independent de nom Khauldaud Khan que manava un exèrcit de 15.000 homes (que seria Kokan Beg. El kan Muhammad Murad Beg (1815-vers 1842), de la tribu Kataghan, amb títol de mir, va governar fins i tot a Kulab més enllà de l'Oxus, i al sud d'aquest riu fins prop de Balkh a un costat i del Pamir a l'altra: el 1822 Mir Muhammad Shah de Badakhxan fou enderrocat per Murad Beg; un oficial d'aquest, de nom Mirza Kalan, fou enviat com a lloctinent al Badakhxan; el 1826 Murad Beg (ara conegut com a Shah Murad) va ocupar Balkh i la va governar dos anys. El 1838 va haver de pagar tribut a Dost Mohammad i va morir vers 1842. El 1830 va visitar Kunduz el britànic John Wood i era una miserable població de 500 o 600 barraques.
El 1859 el kanat fou sotmès a vassallatge per Dost Muhammad de Kabul junt amb els territoris al nord de l'Hindu Kush que foren coneguts com a Turquestan Afganès; els afganesos estaven a punt de conquerir Badakhshan quan l'emir va acceptar pagar tribut i fer homenatge a Dost Muhammad. El kanat fou annexionat a l'Afganistan el 1888. La ciutat era considerada aleshores malsana i hi havia paludisme.
Sota el govern afganes formà part de la província de Kataghan fins al 1964 quan es va formar la província de Kunduz. El 1980 s'hi va establir un contingent soviètic. El novembre del 2001 fou ocupada pels americans i l'ocupació encara es manté (2010).